# Сан-Лео (крепость, Италия)
Санл-Лео (итал. Forte di San Leo) — крепость в одноимённом городе в провинции Римини, в регионе Эмилия-Романья, Италия. Расположена на вершине скалистой вершины, которая возвышается над городом и господствует над долиной Вальмареккья.

## История

### Ранний период
Город Сан-Лео столетиями был центром искусства и столицей герцогства Монтефельтро. Здесь находились в заключении Феличе Орсини и Алессандро Калиостро. Одно время Сан-Лео оказался даже столицей Итальянского королевства. Это было при короле Беренгаре II и продолжалось до его поражения при Павии в 961 году.
Первое укрепление на вершине горы было построено ещё римлянами.
В средние века за обладание неприступным фортом боролись византийцы, готы, франки и лангобарды. Между 961 и 963 крепость, где скрылся Беренгар II, последний король королевства лангобардов, почти два года осаждал и в итоге захватил Оттон I Велкий. Приблизительно в середине XI века графы из Монтекопиоло оказались правителями в Монтефельтро (древнее название Сан-Лео). Позднее за графами закрепилось это родовое имя.

### Эпоха Возрождения
Во второй половине XIV века кондотьеры из рода Малатеста пытались покорить крепость. Борьба за Сан-Лео и регионе Монтефельтво продолжалась до середины XV века. В 1441 году очень молодой Федерико да Монтефельтро предпринял дерзкую атаку на горную крепость и захватил её. В соответствии с важными инновациями в области оружия (в первую очередь артиллерии) он серьёзно перестроил крепость. Проект реконструкции составил инженер из Сиены Франческо ди Джорджио Мартини.
В новой системе фортификации оказались предусмотрены не только варианты надёжной обороны, но и возможность неожиданных контрударов по штурмующим. Отныне защитник могли вести убийственный перекрёстный огонь. В крепости разместили артиллериею, а пути подхода усилили дополнительными объектами обороны.
В 1502 году крепостью завладел Чезаре Борджиа, которому очень помог в этом папа Александр VI (отец Чезаре). После смерти понтифика в 1503 году Сан-Лео смог вернуть под свой контроль прежний владелец — Гвидобальдо да Монтефельтро. В 1516 году флорентийские войска, поддержанные папой Львом X и возглавляемые Антонио Рикасоли, вошли в город и без особой борьбы смогли захватить крепость.
С 1527 Сан-Лео принадлежал роду Делла Ровере. В 1631 герцогства Урбино (а соответственно и входящий в его состав Сан-Лео) были присоединены Папской области.

### Новое время

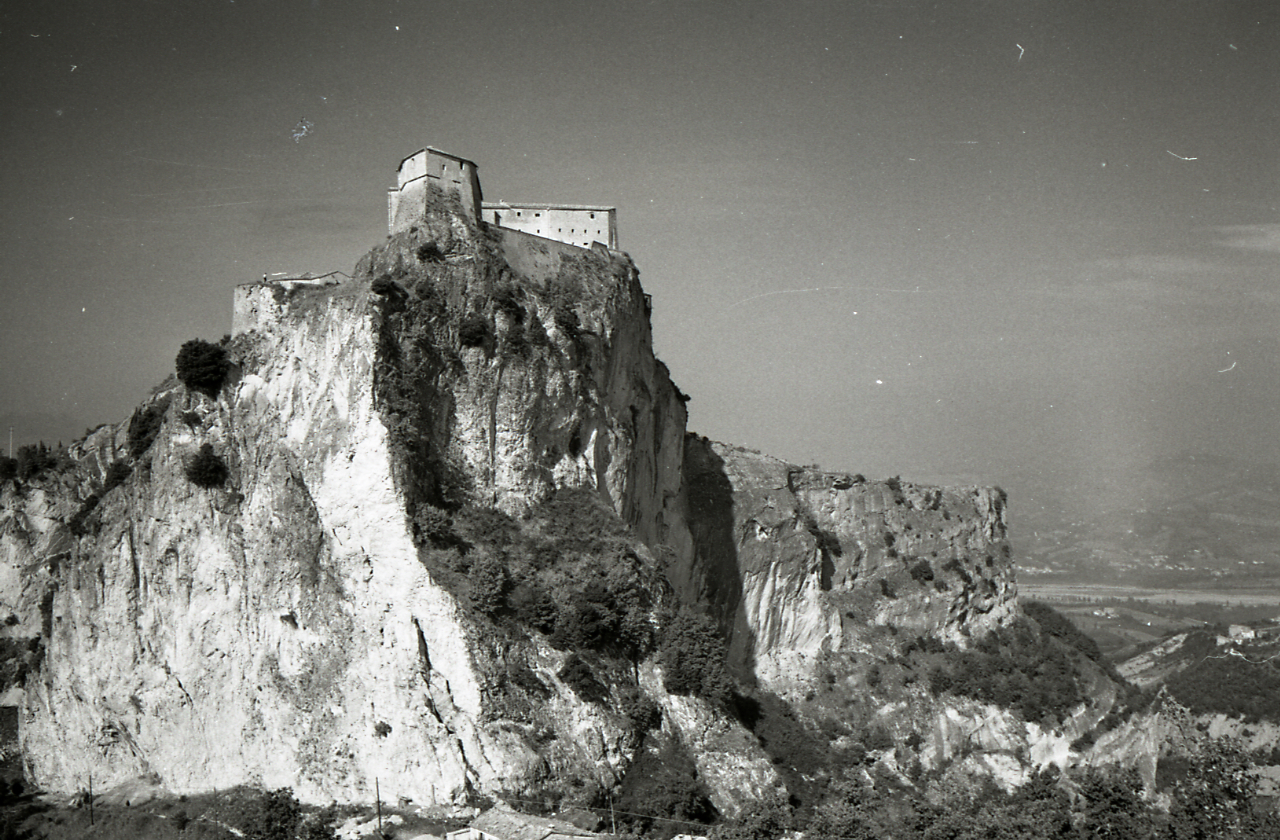
Крепость на фотографии 1969 года

С XVII века крепость превращается в тюрьму для особо важных преступников. Бывшие помещения казарм превращены в камеры для заключённых. Среди узников успели побывать мистик-авантюрист Алессандро Калиостро и революционер-карбонарий Феличе Орсини.
В 1906 году крепость перестала использоваться как тюрьма. Но частично сохранила свои пенитенциарные функции. Здесь в течение последующих восьми лет (до 1914 года) размещалась дисциплинарная (штрафная) рота.
В современной Италии муниципалитет Сан-Лео до 15 августа 2009 года входил в состав административной области Марке (провинция Пезаро-э-Урбино). Однако затем коммуна была вместе с шестью другими муниципалитетами в долины Верхняя Вальмареккья по итогам особого референдума (проведённого ещё в декабре 2006 года) в состав Римини. Причём власти Марке подавали апелляцию, требуя отменить территориальный передел и обращались в Конституционный суд. Но решения референдума были признаны законными.

## Современное использование
В настоящее время в помещениях крепости находятся музей оружия и художественная галерея. В 2015 году крепость посетили 72 617 туристов.

## Описание
Крепость состоит из двух частей. Верхние укрепления — это цитадель которая с прямоугольным башнями и входом в готическим стиле. Эти постройки самые старые из сохранившихся сооружений. Другая часть крепости, нижняя, построена позднее. Она включает массивные круглые башни, толстые каменные стены и жилые зданий. При этом внутри фортификационных сооружений оставался относительный простор.
Пусть к крепости извилист и пролегает среди множества скалистых утёсов. На отдельных промежуточных вершинах в прежние времена также имелись укрепления, а в настоящее время их в ряде случаев сменили часовни и церкви.
Со стороны равнины Романья крепость защищена высоким почти вертикальным каменным склоном. Подобраться к стенам отсюда не представляется возможным.

## В массовой культуре
- Крепость появилась в кинофильме «Гудзонский ястреб» 1991 года как вымышленный замок Леонардо да Винчи.

## Галерея

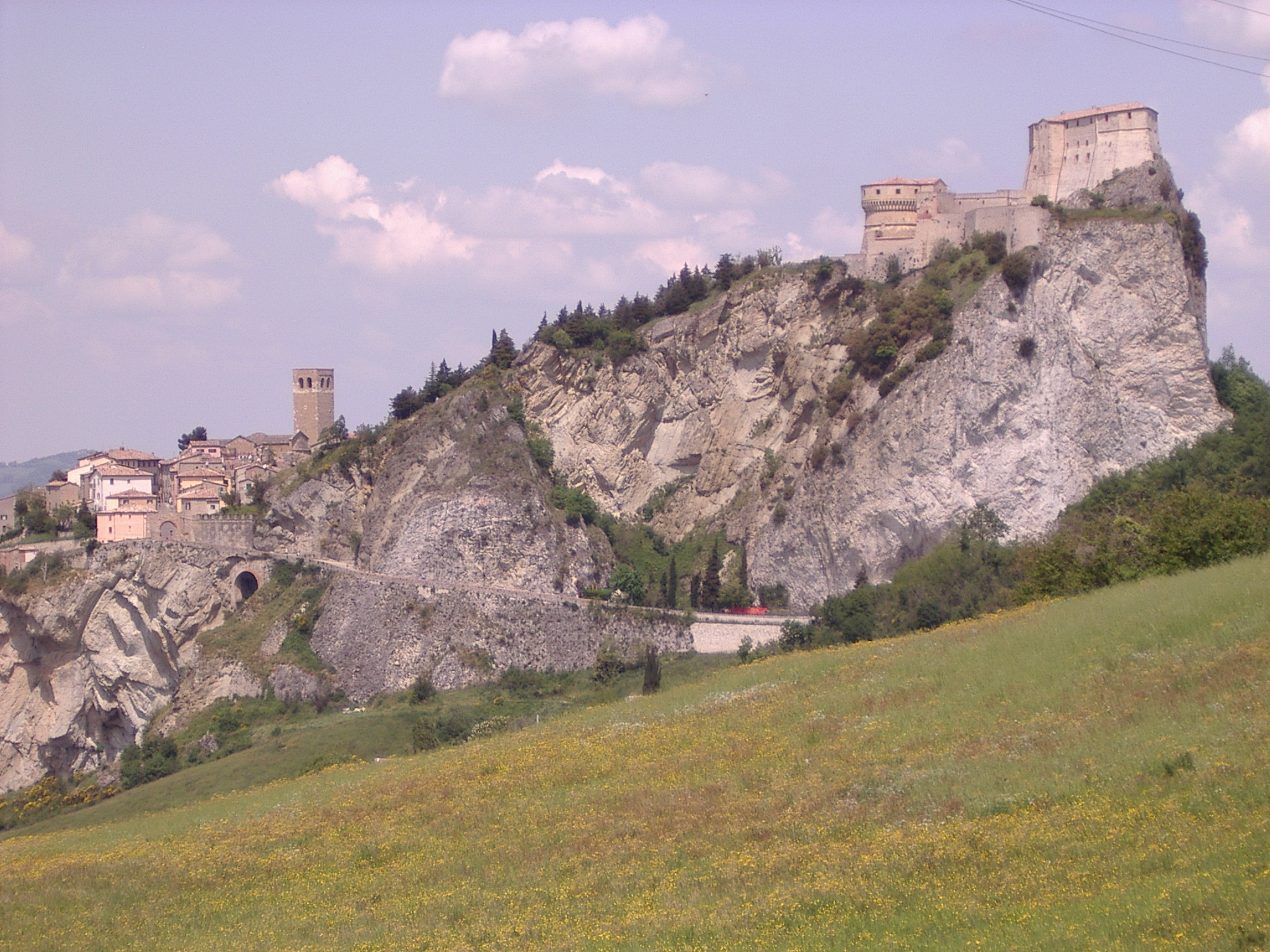
Вид крепости над городом
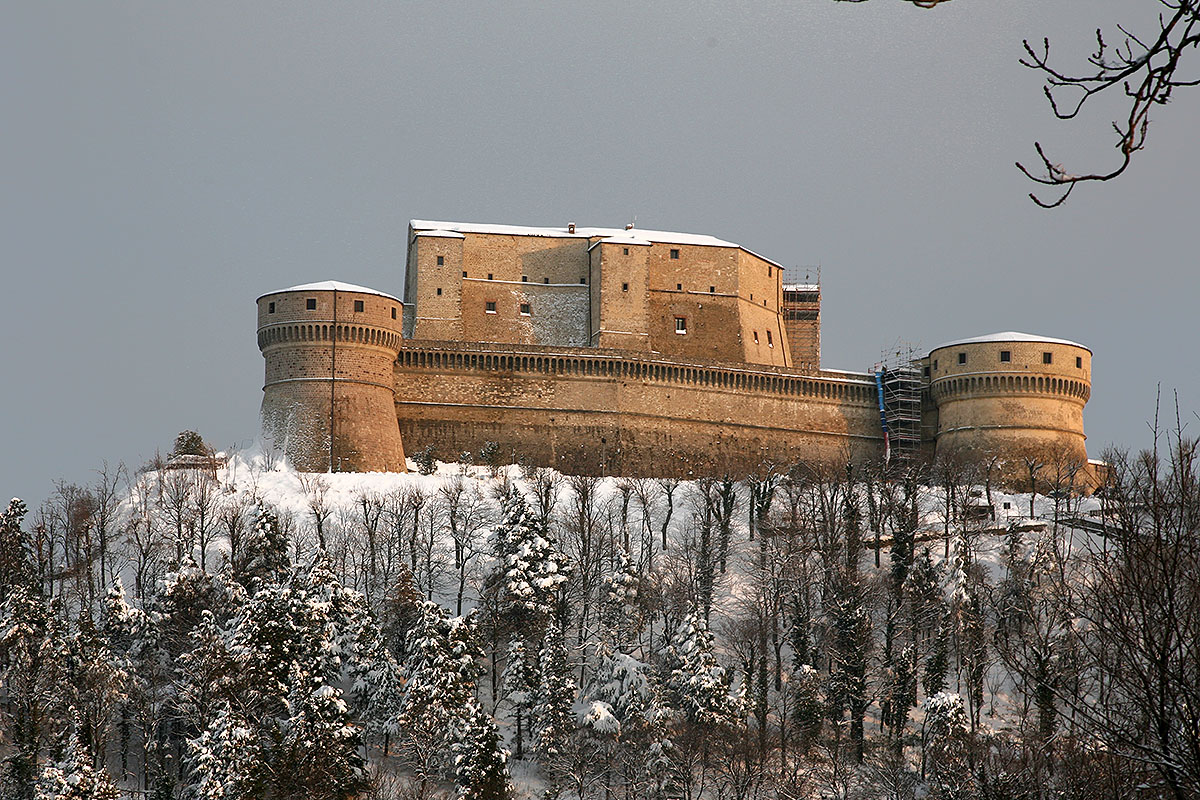
Крепость зимой
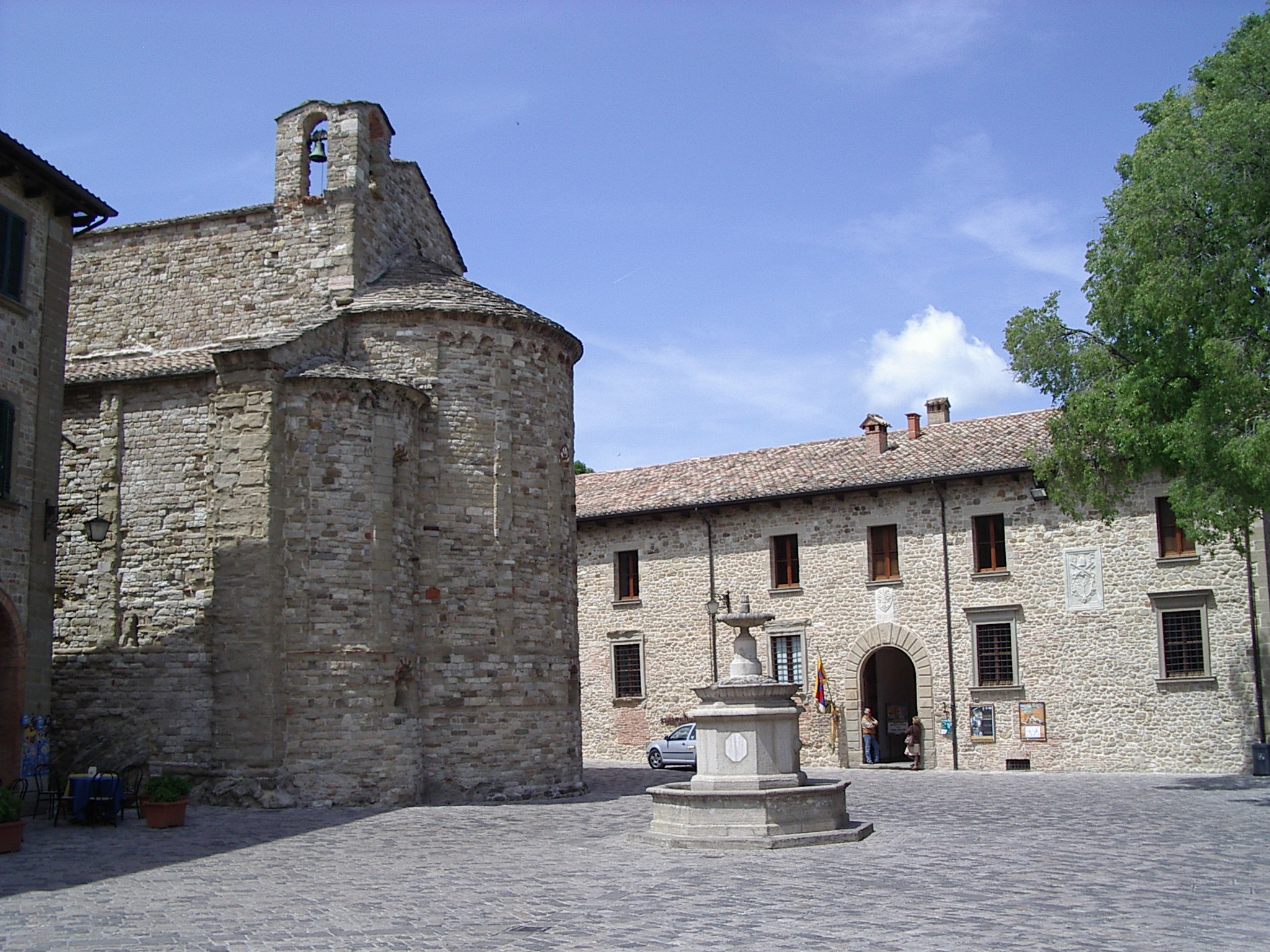
Внутренний двор крепости
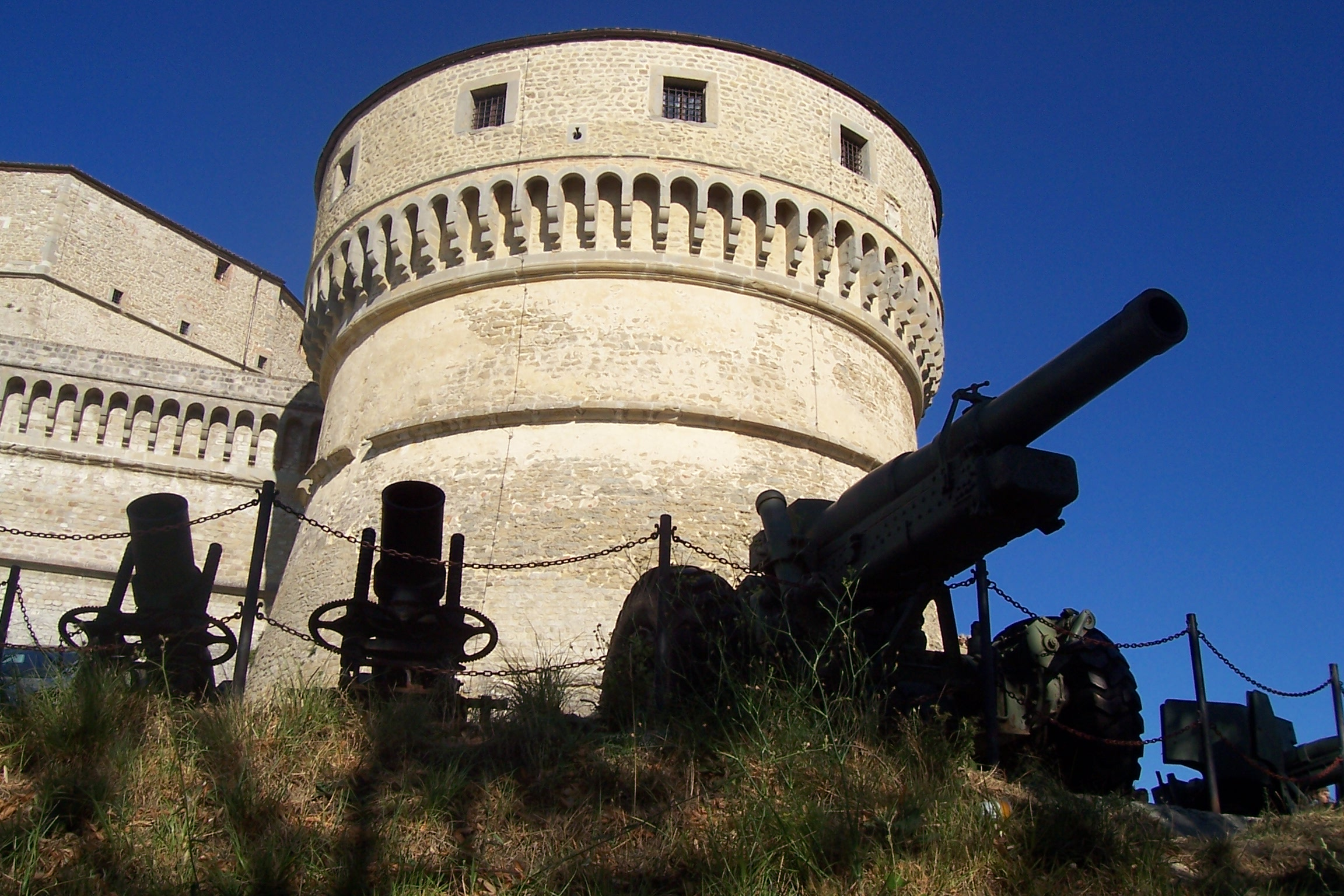
Одна из массивных башен крепости
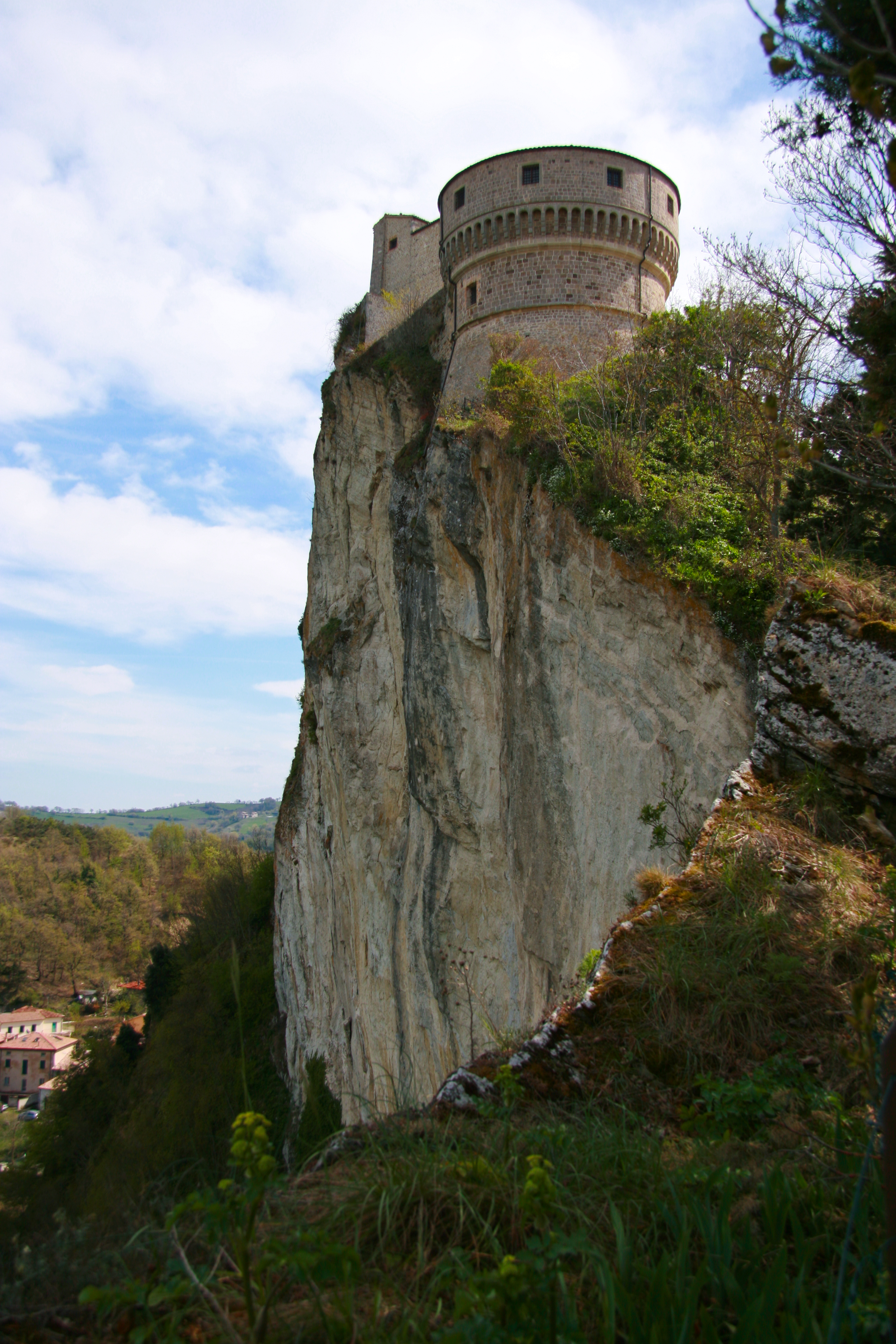
Вид крепости на отвесной скале